# ハワイ大学マノア校
ハワイ大学マノア校（ハワイだいがくマノアこう、英語: University of Hawaii at Manoa）は、ハワイ州ホノルルに本部を置くアメリカ合衆国の州立大学。1907年創立、1907年大学設置。大学の略称はUH Mānoa,UH。
ハワイ大学マノア校は国際的に著名な研究大学であり、学部、大学院、および専門職学位を提供している。
熱帯農業、熱帯医学、海洋学、天文学、電気工学、火山学、進化生物学、比較哲学、比較宗教、ハワイ研究、アジア研究、太平洋諸島研究、アジア太平洋地域公衆衛生の分野において強みとしている。また、 ハワイ大学マノア校は、米国国務省を除くどの機関よりも多くの言語で指導をしている。
今日では、100の学問分野の学士号、85の修士号、58の博士号、建築、法律、医学分野の専門学位、合計62の学部および大学院の証明書を取得することができる。ハワイ大学マノア校の学生のうち、72.5％が学部生である。
世界大学学術ランキング2015年では151~200位にランクインされている。
ハワイ大学マノア校の大学院に留学する日本人を対象とする皇太子明仁親王奨学金がある。同奨学金は、日本とハワイの大学院生を互いに派遣する事業を通じて、わが国と米国との相互理解、友好親善関係を推進することを目的としている。

## 概要
ハワイ大学システム（University of Hawaiʻi System）を構成する大学の1つで、略称は、「UHM」、「UH Mānoa」又は「University of Hawaiʻi」。ハワイ大学を構成する大学群の中で中核的な位置づけの大学である。
ハワイ大学マノア校は、元は1907年に農業機械学の土地補助金大学として設立される。1912年には、ハワイカレッジと改名され、1920年にハワイ大学と名前を変更した。1931年には、領土正常訓練学校が大学に吸収され、現在に至る。

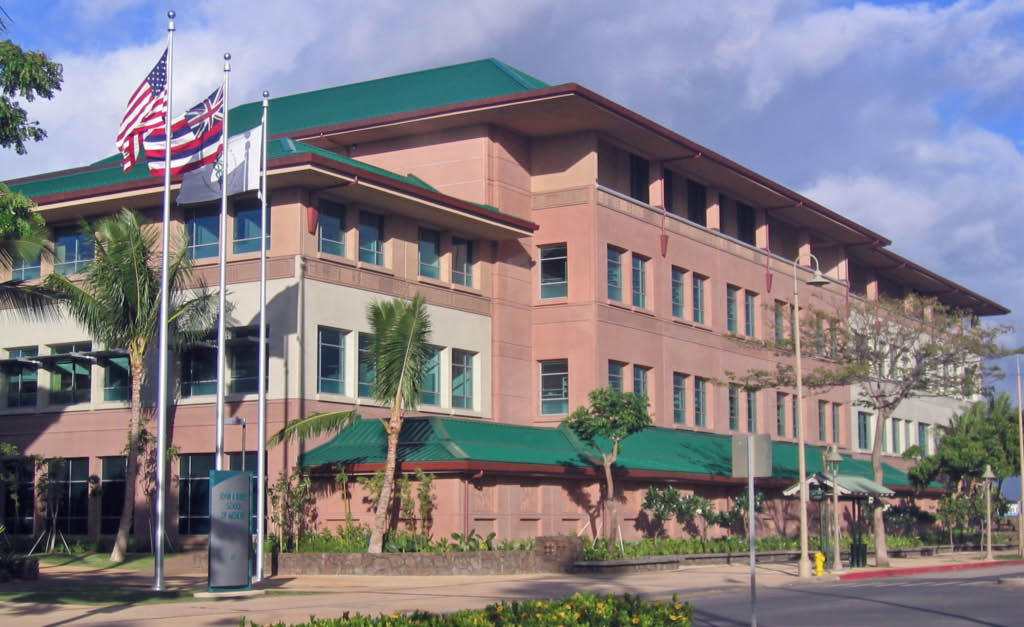
ジョン A バーンズ・医学部の研究棟

## 組織
- School of Architecture（建築学部）
- College of Arts & Sciences（アート＆サイエンス・カレッジ）
- Shidler College of Business（シャイドラー・ビジネススクール）
  - 会計学部（School of Accountancy）
  - 経営情報システム学部（Department of Information Technology Management）
  - 経営学・産業関係学部（Department of Management and Industrial Relations）
  - マーケティング学部（Department of Marketing）
  - 金融学部（Department of Finance）
  - 観光産業経営学部（School of Travel Industry Management）
- College of Education（エデュケーション・カレッジ）
- College of Engineering（エンジニアリング・カレッジ）
  - The Department of Civil & Environmental Engineering
  - The Department of Electrical Engineering
  - The Department of Mechanical Engineering
  - The Hawai‘i Center for Advanced Communications(HCAC)
  - The Hawai‘i Space Flight Laboratory(HSFL)
- Hawai'inuiakea School of Hawaiian Knowledge（ハワイアンナレッジ学部）
- College of Health Sciences & Social Welfare（健康科学＆社会福祉・カレッジ）
  - School of Nursing and Dental Hygiene(看護・歯科衛生学部)
  - John A. Burns School of Medicine（ジョン A バーンズ・医学部）
  - Myron B. Thompson School of Social Work（メイロン B トンプソン・社会福祉学部）
  - Office of Public Health Studies（公衆衛生学）
- Interdisciplinary Programs（学際プログラム）
- William S. Richardson School of Law（ウィリアム S リチャードソン・法学部）
- 図書館
  - Hamilton Library （ハミルトン図書館）
  - Sinclair Library （シンクレア図書館）
  - Law Library （法学部図書館）

## 大学関係者
主要記事：w:List of University of Hawaii alumni

### 著名な教員
- 渡辺慧
- 加藤秀俊

### 著名な出身者
- ゴードン・クーパー
- 森口次郎
- イーゲン井上
- バラク・オバマ・シニア
- ジェイソン・モモア
- アン・ダナム
- エンセン井上
- ダニエル・イノウエ
- ジョン・ワイヘエ
- ベット・ミドラー（中退）
- 櫻井よしこ
- 嶋村聖子
- 中上紀
- バッキー白片
- ジャイヤ・サエルア
- 原田泰
- シャン・ツツイ ハワイ州副知事
- コルテン・ウォン
- サブリナ・シズエ・マッケンナ
- グレッグ・ガルシア

## 日本との協定校
- 国際教養大学
- 山形大学 理学部
- 一橋大学
- 富山大学 医学薬学研究部
- 奈良先端科学技術大学院大学
- 琉球大学
- 広島市立大学
- 早稲田大学
- 日本大学
- 東海大学 医学部、海洋学部
- 慶應義塾大学
- 大正大学
- 近畿大学
- 同志社大学
- 神戸大学
- 立命館アジア太平洋大学
- 佛教大学
- 大阪大学